# Johannes Schmidt (Geistlicher)
Johannes Schmidt (* 21. Februar 1931 in Jahrsdorf) ist ein Geistlicher, Domkapitular und Caritasdirektor.

## Leben
Am 29. Juni 1957 wurde Schmidt in Eichstätt zum Priester geweiht. Danach war er Kooperator in Roßtal und Treuchtlingen. 1960 wurde er Präfekt im Ingolstädter Canisiuskonvikt und ab 1962 war er Kooperator in Allersberg. 1967 wurde er Pfarrer in St. Marien in Nürnberg-Katzwang. Beim Dammbruch in Katzwang organisierte er als kirchlicher Krisenmanager Hilfen aller Art. Zum 1. Juni 1986 berief ihn Bischof Karl Braun zum Caritasdirektor im Bistum Eichstätt. Gleichzeitig wählte ihn das Domkapitel zu einem seiner Mitglieder. Er war Mitglied im Zentralrat des deutschen Caritasverbands, Vorsitzender des Fachausschusses Caritas-Mitgliedschaft (1990–1996). 2001 wurde Willibald Harrer sein Nachfolger. Bis 2004 war er auch Richter am Diözesangericht.
Für seine Verdienste erhielt Schmidt den Silbernen Brotteller des Deutschen Caritasverbandes und 2007 das Bundesverdienstkreuz am Bande. 
Seit 2004 ist er Altenheimseelsorger in Greding.